# Хаа-дзонг
Хаа-дзонг або Хаа Вангчукло-дзонг — фортеця (дзонг) в західній частині Бутану, неподалік від якої утворилося місто Хаа (дзонгхаг Хаа).

## Історія
Зі зміцнення влади друк десі Бутану постало питання ефективного адміністративного управління. Водночас виникло завдання захисту північно-західного кордону від нападів тибетців на долину Хаа. Тому 1895 року за наказом Сенг'є Дорджі місцеві мешканці звели класичний дзонг. Його було побудований у місці Думчог, томуйого також називали Хаед Думчог-дзонг. Службовці, які служили в дзонгу, оселилися поблизу нього, тому місце, де вони мешкали називали дзонг-зхіп. Окрім військових і адміністративних цілей будівлі Хаа-дзонг слугували також збереженням зерна для місцевих мешканців на випадок голода. 1913 року внаслідокпожежійого буломайжеповністю знищено.
Того ж року поруч з колишнім дзонгом завдяки друкпі (губернаторові) Уг'єн Дордже було зведено новий, що отримав назву Дзонгсар Вангчукло-дзонг. У 1963—1968 роках його використовували загони індійської армії (після завершення Китайсько-індійської війни).

## Опис
Розташовано на лівій частині гори Ченрезі. Складається з Та-дзонгу (центральної вежі), монастиря, святилища, де служать ченці. В інших адміністративних будівлях розташовани установи Королівської армії Бутану.